# Wojciech Wiesiołłowski
Wojciech Miron Wiesiołłowski (ur. 11 października 1939 w Brześciu nad Bugiem, zm. 24 listopada 1995 w Warszawie) – polski artysta baletu: tancerz, baletmistrz i pedagog tańca klasycznego. Od 1966 występował i działał jako pedagog tańca za granicą pod pseudonimem Woytek Lowski lub Voytek Lowsky.

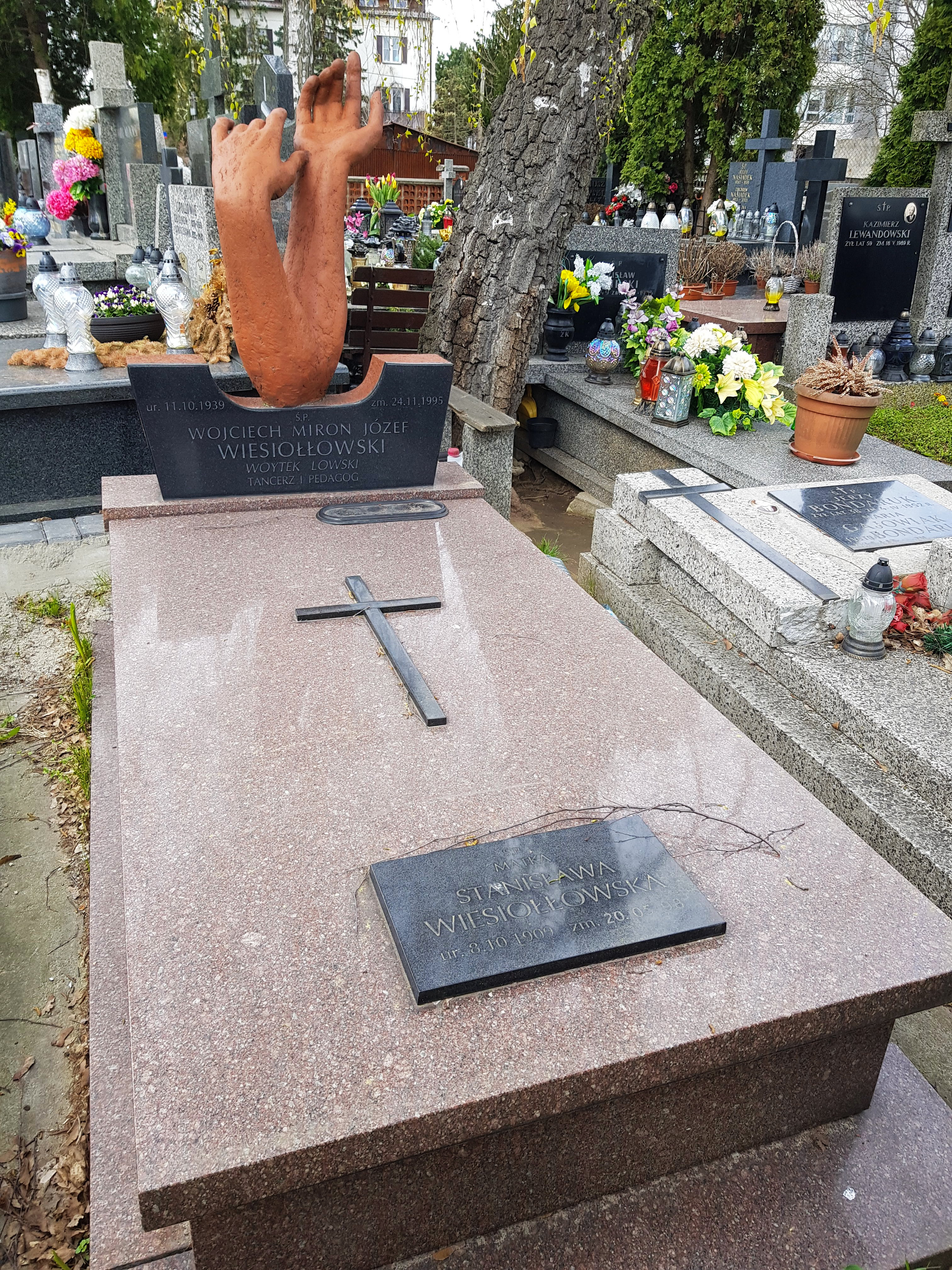
Grób Wojciecha Wiesiołłowskiego na Cmentarzu Wilanowskim w Warszawie

## Kariera w Polsce
W 1956 ukończył Warszawską Szkołę Baletową pod kierunkiem Leona Wócikowskiego i rozpoczął pracę tancerza w Państwowej Operze Warszawskiej. W 1958 odniósł spektakularny sukces jako tytułowy Faun w Popołudniu fauna w odtworzonej przez Wójcikowskiego choreografii Wacława Niżyńskiego. W latach 1958–1965 był solistą baletu Opery Warszawskiej, a od 1965 Teatru Wielkiego w Warszawie.  
W jego warszawskim repertuarze znalazły się m.in. takie role, jak: Książę Zygfryd, Błazen i Pas de trois w Jeziorze łabędzim, Pas de dux wiejskie w Giselle, Basilio w Don Kichocie, Błazen i Merkutio w Romeo i Julii w choreografii Jerzego Gogóła, Mazepa w Mazepie w choreografii Stanisława Miszczyka, Cygan w Kamiennym kwiecie w choreografii  Aleksandra Tomskiego i Pan Młody w Panu Twardowskim w choreografii Stanisława Miszczyka.  
W latach 1961–1963 przebywał dodatkowo w Leningradzie jako stypendysta Szkoły Choreograficznej im. Agrippiny Waganowej i Teatru im. Kiowa (obecny Teatr Maryjski). Doskonalił się tam pod kierunkiem wybitnego pedagoga baletu Aleksandra Puszkina i występował w przedstawieniach szkolnych oraz studiował metodykę tańca klasycznego pod kierunkiem Olgi Jordan. W 1964 został też srebrnym medalistą I Międzynarodowego Konkursu Baletowego w Warnie. 

## Kariera zagraniczna
W latach 1966–1971 występował w zespole Ballet du XXe Siècle (Balet XX Wieku) Maurice Béjarta w Brukseli, w latach 1971–1973 był pierwszym solistą zespołu Ballet National de Marseille (Balet Marsylski) Rolanda Petit, a w latach 1972–1979 pierwszym tancerzem zespołu Boston Ballet (Balet Bostoński) w USA. Najważniejsze jego kreacje sceniczne: 

### Balet XX Wieku  (w choreografii Maurice'a Béjarta)
- IX Symfonia - Solista
- Serenada - Duet
- Le Cygne - Łabędź
- Romeo i Julia - Tybalt
- Wariacje nt. "Śpiącej królewny" - Błękitny ptak
- Actus tragicus - Solista
- Lettera amorosa - Solista
- Boudelaire - Szatan
- Bhakti - Shiva

### Balet Marsylski (w choreografii Roland Petit)
- Majakowski - Albatros-Zwiastun burzy
- Chora róża - Solista (z udziałem Mai Plisieckiej)
- Bałałajka - Solista

### Balet Bostoński
- Dziadek do orzechów - Książę
- Coppelia - Franz
- Śpiąca królewna - Książę Désiré
- Giselle - Hrabia Albrecht
- Jezioro łabędzie - Książę Zygfryd
- Chopiniana - Poeta
- Kopciuszek - Książę
- Korsarz-Pas de deux
- Don Kichot-Pas de deux
- Donizetti Variations - I Solista (choreografia George Balanchine)
- Tarantella-Pas de deux (choreografia George Balanchine)
- Stars and Stripes - I Solista (choreografa George Balanchine)
- Czajkowski-Pas de deux (choreografia George Balanchine)
- Cztery temperamenty - Flegmatyk (choreografia George Balanchine)
- Syn marnotrawny - Syn (choreografia George Balanchine)
- Fall River Legend - Pastor (choreografia Agnes de Mille)
- Loggers Clog - Solista (choreografia Agnes de Mille)
- Summer - Główny solista (choreografia Agnes de Mille)
- The Death and the Maiden - Śmierć (choreografia Agnes de Mille)
- Hamlet - Hamlet i Duch Ojca (choreografia Lorenzo Monreal)
- Carmina burana - Solo barytonowe (choreografia Lorenzo Monreal)

### Występy gościnne
- 1970: Opera Marsylska (Solista w Paquicie-Divertissement i Hrabia Albrecht w Giselle)
- 1971: Tanz-Forum, Kolinia (Solista w Night Song, choreografia Norman Walker)
- 1973: Teatro Reggio, Turyn (Solista w scenie baletowej w operze Nieszpory sycylijskie Giuseppe Verdiego, choreografia Serge Lifar, jako partner Natalii Makarowej i Elisabetty Terabust)
- 1976: Teatr Wielki, Warszawa (Hrabia Albert w Giselle, Franz w Coppelii, Stanisław w Stanisławie i Annie Oświęcimach i Pan Młody w Weselu w Ojcowie)
- 1976/77: Ballet International, Londyn (Książę w Dziadku do orzechów i Książę Désiré w Śpiącej królewnie), m.in. występy w Republice Południowej Afryki
- 1978: Teatro Communale, Florencja (Solista Jesieni w scenie baletowej Czterech porach roku w operze Nieszpory sycylijskie Giuseppe Verdiego, choreografia Paolo Bortoluzzi)
- 1978/79: Pittsburgh Ballet Theatre (Romeo w Romeo i Julii, Syn w Synu marnotrawnym i Książę Zygfryd w Jeziorze łabędzim)

## Pedagog tańca
W 1979 roku zakończył karierę sceniczną i rozpoczął praktykę pedagogiczną w Bostonie. Później bywał pedagogiem gościnnym w Szkole Roselli Higthower w Cannes, Operze Paryskiej, Operze Rzymskiej, Operze w Bazylei, Deutsche Oper w Berlinie Zachodnim, Ballet-Théâtre Français w Nancy, Teatro Municipal w Rio de Janeiro, Balecie Bostońskim, Balecie Hamburskim pod dyrekcją Johna Neumeiera, w Arena di Verona, w londyńskim Royal Ballet pod dyrekcją Anthony Dowella i Teatrze Wielkim w Warszawie, we włoskim zespole Aterballetto i w Operze Norweskiej w Oslo. 
W latach 1982–1984 pełnił funkcję baletmistrza nowojorskiego American Ballet Theatre pod dyrekcją Michaiła Barysznikowa: w latach 1984–1988 był baletmistrzem Królewskiego Baletu Flandryjskiego pod dyrekcją Walerego Panowa w Antwerpii; a w latach 1988–1995 był baletmistrzem w zespole London Festival Ballet (przemianowanym z czasem na English National Ballet). Wykładał też okazjonalnie na Uniwersytecie Harvarda, a podczas krótkich pobytów w kraju udzielał lekcji tańca klasycznego uczniom Państwowej Szkoły Baletowej w Warszawie. 
W listopadzie 1995 powrócił do Warszawy, gdzie - według nekrologu z gazety "The Independent" - zmarł w wyniku powikłań towarzyszących AIDS. Pochowany został na Cmentarzu Wilanowskim. 

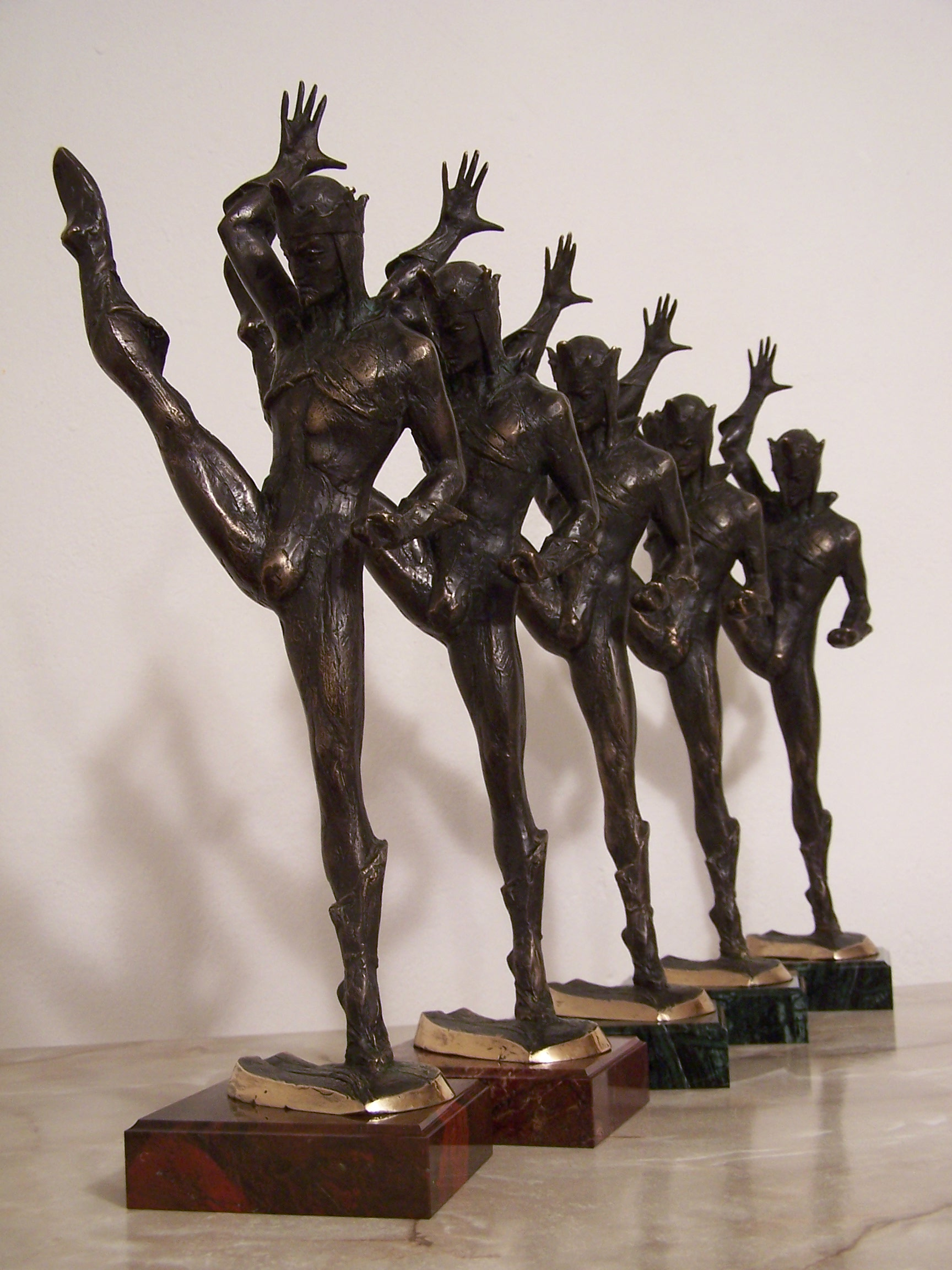
Grand Prix „Wojciech”, autor Giennadij Jerszow

## Upamiętnienie
Z inicjatywy Bronisława Prądzińskiego, dyrektora Gdańskiej Szkoły Baletowej, jedyny w Polsce Ogólnopolski Konkurs Tańca w Gdańsku przyjął w 1997 imię Wojciecha Wiesiołłowskiego. Konkursowe statuetki autorstwa Gennadija Jerszowa: "Wojciech" (wzorowany na zdjęciu artysty w roli Ducha Ojca w Hamlecie Lorenza Monreala) oraz "Orfeusz" (inspirowany zdjęciem tańca artysty w jednym z baletów Maurice'a Béjarta) zostały zaprojektowane i wykonane w 2005 specjalnie dla Ogólnopolskiego Konkursu Tańca w Gdańsku. Wręczane są one odtąd każdego roku jako Grand Prix i I Nagroda tego konkursu. 